# Friedrich Hausmann
Johann Friedrich Ludwig Hausmann (født 22. februar 1782 i Hannover, død 26. december 1859 i Göttingen) var en tysk mineralog og geolog. 
Hausmann blev 1803 ansat ved bjergværksstyrelsen i Klausthal, 1805 ved bjergværksdepartementet i Braunschweig; efter dernæst en kort tid at have været generalinspektør for bjergværkerne blev han 1811 professor i teknologi og bjergværksvidenskab i Göttingen. Han foretog talrige rejser, blandt andet i Skandinavien 1806—07: hans Reise durch Skandinavien udkom i 5 bind i Göttingen 1811—18. Blandt hans øvrige skrifter skal nævnes: Kristallographische Beiträge (1803), Grundlinien der Bergwissenschaft (1811), Handbuch der Mineralogie (3 bind, 1813; ny udgave 1828—47), Untersuchungen über die Formen der leblosen Natur (1821), Versuch einer geologischen Begründung des Ackerbau- und Forstwesens (1825) og endelig hans hovedværk Ueber die Bildung des Harzgebirges (1842).